# Peltidium graciloides
Peltidium graciloides är en kräftdjursart som beskrevs av Otto Pesta 1935. Peltidium graciloides ingår i släktet Peltidium och familjen Peltidiidae. Inga underarter finns listade i Catalogue of Life.